# Confraternita di San Galgano
La confraternita di San Galgano è una confraternita della Chiesa cattolica, fondata a Chiusdino (Siena), nel 1185.
La denominazione canonica ufficiale di questo sodalizio è: Inclito ed Insigne Collegio o Compagnia di Gesù Cristo, Maria Santissima e San Galgano.
È una delle più antiche confraternite cattoliche fra quelle attualmente esistenti.

## Istituzione
Una confraternita intitolata a San Galgano a Chiusdino, luogo di nascita del santo è citata fin dal 1348, ma la data della fondazione è stata individuata dallo storico locale Giulio Vincenzo Biagini (m. 1717) nell'anno stesso della canonizzazione del santo, il 1185. Studi più recenti hanno convalidato questa ipotesi: è infatti possibile che la confraternita sia stata costituita da quelle persone che, a seguito di una speciale grazia ricevuta dal santo, decidevano di votarsi a lui per un periodo di tempo limitato: dagli atti del processo di canonizzazione di San Galgano, compaiono le testimonianze di almeno tre persone che affermano che per ringraziare il santo della guarigione ottenuta in virtù della sua intercessione, erano rimasti temporaneamente ad servitium eius.
Inizialmente la confraternita era composta solo di dodici confratelli ("li signori dodici di collegio") e da sei postulanti ("soprannumerari'"). Costituito inizialmente nella chiesa parrocchiale di San Michele Arcangelo, il sodalizio si trasferì, all'inizio del XIII secolo nella casa natale di San Galgano, per la quale lo scultore Giovanni di Agostino eseguì, intorno al 1330, una delle sue opere più importanti, il bassorilievo di San Galgano, tuttora visibile sulla facciata dell'edificio.
Nel 1682 i confratelli ottennero il protettorato del principe Francesco Maria de' Medici, fratello del granduca Cosimo III di Toscana, che all'epoca era governatore di Siena ed abate commendatario di San Galgano, futuro cardinale. Il Medici autorizzò la confraternita a fregiarsi del titolo di Inclita ed Insigne ed a porre l'immagine della corona granducale di Toscana sullo stemma del sodalizio (una spada infissa nella roccia).
Nel 1683 fu deliberata l'ammissione delle donne e nel 1684 fu liberalizzato il numero dei soprannumerari.
Nel 1785 il sodalizio fu soppresso dal granduca di Toscana Pietro Leopoldo I di Lorena- Asburgo, ma i confratelli, in aperta disobbedienza alle disposizioni sovrane, continuarono la loro attività: i registri delle tornate (le riunioni) o quelli dell'amministrazione furono regolarmente compilati consentendo la continuità del sodalizio.
Con l'occupazione napoleonica della Toscana e quindi di Chiusdino, la casa natale del santo fu occupata dai soldati francesi, che la trasformarono in caserma ed in carcere, costringendo i confratelli a trasferirsi nella chiesa di San Sebastiano dove ancor oggi hanno la sede. Solo nel 1899 riottennero dal comune di Chiusdino l'uso della sala al piano terra della casa del santo, da adibirsi a cappella.

## La "restituzione" della Sacra Testa di San Galgano
Una lunga controversia occupò i confratelli con l'arcidiocesi di Siena per ottenere la restituzione della "Sacra testa di san Galgano".
La reliquia era stata trasferita a Siena durante il XV secolo: poiché l'abbazia era sta più volte assediata da compagnie militari, il "concistoro" di Siena (il governo della repubblica) aveva, infatti, ordinato ai monaci di trasferire le reliquie di san Galgano nella chiesa dell'ospedale di Santa Maria della Scala di Siena, per riportarle poi nell'abbazia quando si fosse tornati a tempi migliori. La reliquia fu trattenuta a Siena, dapprima nella chiesa dell'ospedale, poi al monastero della Maddalena, successivamente in quello di Santa Maria degli Angeli ed infine nel Museo dell'Opera del Duomo.
Dopo il trasferimento della parrocchia di Chiusdino dalla diocesi di Volterra all'arcidiocesi di Siena, avvenuto nel 1954, il 24 aprile 1977 i chiusdinesi poterono ottenere la consegna della reliquia dalle mani dell'arcivescovo Mario Ismaele Castellano.

## L'Accademia di San Galgano
Nel 2013 la confraternita ha dato vita ad una Accademia, quale "istituzione culturale di carattere scientifico e soprannazionale, senza scopo di lucro, di identità cattolica" [...] "con lo scopo di raccogliere la documentazione, incrementare gli studi, promuovere ricerche e gli scambi culturali in campo nazionale ed internazionale su San Galgano, cavaliere ed eremita, sui luoghi e sulle memorie galganiane, sull’Eremitismo, sul Monachesimo e sulla Cavalleria" (Statuto, art. 1). Tali fini sono perseguiti attraverso "la promozione di attività di carattere culturale e di ricerca, quali convegni, conferenze, dibattiti, seminari, corsi di aggiornamento" (Statuto, art. 3.a) e la pubblicazione del periodico Analecta Galganiana (Statuto, art. 3.b) 
.

## Confratelli
Fra i propri membri, la confraternita di San Galgano ha annoverato alcune importanti personalità laiche ed ecclesiastiche:
- monsignor Antonio Cocco, arcivescovo di Corfù ed abate commendatario dell'abbazia di San Galgano,
- il cardinale Francesco Maria de' Medici, abate commendatario dell'abbazia di San Galgano,
- il cardinale Carlo Bichi,
- l'erudito e storiografo abate Galgano Bichi dei marchesi di Roccalbegna,[9] cugino del precedente,
- Cesare Ugolini, vescovo di Grosseto,
- Ottavio del Rosso, vescovo di Volterra,
- Francesco Maria Sergrifi, auditore dell'ordine dei cavalieri di Santo Stefano di Toscana,
- il letterato gesuita Camillo Ubaldo Maria Gori,
- il teologo Fabiano Lambardi, arciprete della cattedrale di Arezzo ed anch'egli cavaliere stefaniano,
- il cardinale Luigi Oreglia di Santo Stefano,
- il servo di Dio cardinale Raffaele Merry del Val,
- monsignor Emanuele Mignone, vescovo di Volterra,
- il servo di Dio monsignor Giovanni Volpi, vescovo di Arezzo,
- monsignor Gustavo Matteoni, vescovo di Grosseto e poi arcivescovo di Siena,
- il cardinale Valerio Valeri,
- monsignor Mario Ismaele Castellano, arcivescovo di Siena,
- il cardinale Silvio Oddi,
- il liturgista don Frank Quoex.